# Galestown
La ville de Galestown est située dans le comté de Dorchester, dans l’État du Maryland, aux États-Unis. Sa population s’élevait à 138 habitants lors du recensement de 2010, estimée à 135 habitants en 2016.

## Source
- (en) Cet article est partiellement ou en totalité issu de l’article de Wikipédia en anglais intitulé « Galestown, Maryland » (voir la liste des auteurs).